# Editorial Espasa-Calpe
L'Editorial Espasa-Calpe va ser una editorial espanyola que va existir durant bona part del segle xx.

## Història
Va néixer en 1925 o 26 de la unió de dues editorials: Espasa, fundada a Barcelona el 1860 per Pau i Josep Espasa i Anguera, i Calpe, fundada a Madrid el 1918 per Nicolás María de Urgoiti.
L'empresa sorgida de la fusió, denominada Espasa-Calpe, va quedar sota control de la companyia Papelera Española, i en el seu moment va constituir una de les empreses editorials més importants de l'època. La nova editorial va comptar a més amb un avantatjós contracte de subministrament amb Papelera. A més, Calpe s'havia compromès a continuar la producció de la famosa Enciclopèdia «Espasa», i també a la seva distribució. Espasa-Calp va obrir a Madrid una important llibreria, la Casa del Libro, situada en plena Gran Via. Va continuar amb la producció de l'ara denominada Enciclopèdia Espasa-Calpe. A més, va ampliar les seves operacions cap a Sud-amèrica, establint una seu a la capital argentina, Buenos Aires. Des d'allí va estendre el seu mercat a altres països, com Xile, Uruguai, Perú, Mèxic o Cuba.
En 1984 l'editorial va instituir el Premi Espasa-Calpe d'Assaig (Espasa-Calpe de Ensayo), de caràcter anual, que segueix lliurant-se en l'actualitat, per a obres en castellà.
Espasa-Calpe va continuar existint fins que en 1991 va ser adquirida pel grup Planeta, que va pagar per ella la xifra de 15.000 milions de pessetes de l'època. Des de llavors va passar a formar part del grup Planeta, encara que mantenint la seva identitat com a editorial «Espasa».